# 784 Pickeringia
784 Pickeringia este un asteroid din centura principală, descoperit pe 20 martie 1914, de Joel Metcalf.